# 黃道益
黃道益（1919年8月—），生於台山市白沙镇朗溪型洞里，香港黄道益活络油創辦者、知名中医师和慈善家。

## 早年生活
黃道益於1919年出生在廣東省台山市白沙鎮朗溪型洞里。在1938年，因生活困難，他離開家鄉前往香港，最初在九龍深水埗販賣涼茶飲料。

## 職業生涯
學習中醫：在經營小生意的同時，黃道益進入香港中醫學校進修，並拜師學習中醫，經過六年的努力，他成為了一名知名的中醫師。
創立藥油：1968年，黃道益根據中醫理論和臨床經驗，研製出第一支活絡油，並以自己的名字命名為「黃道益活絡油」。這款藥油專門用於舒緩疼痛，並迅速受到廣泛歡迎。

## 家庭
黃道益與前妻羅金梅育有一子七女，家庭經營藥油業務。2003年黃道益與妻子羅金梅離婚。

## 慈善
黃道益熱心公益，特別是在家鄉台山的慈善事業上，捐資興建多個公共設施，對當地社會發展貢獻良多，累计捐资超六千万。
黃道益及其妻子關秀容捐資興建了多個公共設施，包括朗北村和朗西村的敬老樓、黃道益體育館、白沙醫院行政樓等。自1982年以來，黃道益開始捐資辦學，累計已捐贈超過720萬元，用於改善學校設施和教育環境。在2005年，黃道益和妻子捐資450萬元建設台山紅十字會綜合辦公大樓，支持當地慈善機構的發展。捐贈200萬元啟動設立「白沙鎮文化體育基金會」，以促進當地的居文化和體育活動。黃道益還捐贈50萬元用於購置專業消防車，提升當地的消防安全設施。

## 榮譽
台山市政府于2007年命名了“黄道益公园”以示表彰、台山市紅十字會在2008年1月授予2007年“台山市红十字勋章奖” 、江门市政府和台山市政府分别授予他“江门市荣誉市民”和“振兴台山贡献奖”的荣誉称号。2009年2月，又被授予“江门慈善家”称号。 

## 軼事

### 訴訟風波

#### 黃道益活絡油商標權
2000年，黃道益指控兒子黃天賜夫婦、女兒黃慧娟等6人，侵犯黃道益活絡油的著作權。2005年，黃道益入稟向兩名孫子取回公司股份並申請禁止二人行使股東決議權。2006年，黃道益控告三名子女、媳婦和女婿未經他同意而冒用黃道益商標經營同類藥油生意，翌年勝訴。

#### 黃道益住所信託權
2018年，黃道益遭四名子女入禀興訴，要求法院終止黃道益為他們持有一長沙灣富安大樓信託和將該單位以468萬賣售給另一間公司。最終，黃道益交出單位的業權文件，及將單位賣給WTY World Dynamic Limited，而黃道益的獨子黃天賜以40%的權益和三名女兒（黃玉娟、黃慧娟和黃嫦娟）以20%的權益按比例分得賣樓得益。